# 上信電鉄上信線
上信線（じょうしんせん）は、群馬県高崎市の高崎駅と同県甘楽郡下仁田町の下仁田駅とを結ぶ上信電鉄の鉄道路線である。

## 路線データ
- 路線距離（営業キロ）：高崎駅 - 下仁田駅間 33.7 km[1]
- 軌間：1067 mm
- 駅数：21駅（起終点駅含む）、3信号所
- 複線区間： なし（全線単線）
- 電化区間：全線（直流1500 V）
- 閉塞方式：自動閉塞式[1]
- 最高速度：85 km/h[1]
- 保安装置：点制御式ATS
- 最急勾配：16.67 ‰[1]
- 最急曲線：半径160 m[1]（千平駅 - 下仁田駅間）
- IC乗車カード対応区間：なし

## 沿線概要
起点である高崎駅は上越・北陸新幹線を始め、高崎線・上越線・吾妻線・信越本線・両毛線・八高線といったJR各路線の列車が発着する交通の要衝であり、本路線においても起点であると同時に車両基地や本社の所在する重要な駅となっている。列車は構内で最も西側にある0番線ホームから発車すると、少しの間高崎線と並走した後、高崎アリーナを境に右手にわかれ家々の軒先をかすめるようにしてしばらく走り、県道134号（旧中山道）との踏切を越えると南高崎駅に到着する。同駅は、現在は1面1線の形態だが、かつては秩父セメントの施設が存在し、秩父鉄道から八高線経由の貨物列車が多数発着していたため旅客用ホームに接する本線に並行して貨物側線を設けた1面2線の形態であった。南高崎を出ると国道17号・県道71号と相次いで交差した後、左にカーブして新幹線の高架の直下にある佐野信号所を通り、今度は右に急カーブして再び新幹線の高架をくぐると2014年に開業した線内で最も新しい駅である佐野のわたし駅に到着する。佐野のわたしを出ると直後に烏川を渡り、左手下流側には鉄道橋と並行して木造の人道橋（流れ橋）である佐野橋が架かる。川を渡ると一旦は田園が広がるが、東京農業大学第二高等学校の野球グラウンドを車窓に望みつつ左側に大きくカーブすると住宅地に入り、そのまま直進して根小屋駅に到着する。根小屋を出るとやや宅地から離れて桑畑などが点在する山裾を走って高崎商科大学のキャンパス最寄り駅である高崎商科大学前駅を過ぎ、再度住宅地に入って山名八幡宮の参道をオーバークロスすると山名駅に到着する。
山名を出ると田畑や住宅の広がる平坦区間に入り、駅をでてすぐ右へカーブした後直進して西山名駅に到着する。西山名を出た直後にある小さな右カーブを抜けると隣の馬庭駅まで約2 kmの直線区間となり、列車は一気に速度を上げる。次の馬庭駅は陸上自衛隊吉井分屯地の最寄り駅であり、かつては自衛隊向けの貨物列車が設定されていた。馬庭を出るとすぐに鏑川を渡り、右カーブと勾配を抜けて、ふたたび県道71号をアンダークロスすると旧吉井町の中心駅である吉井駅に到着する。同駅にはかつて専用線が存在した。 吉井を出ると、多少のカーブはあるものの数駅先まで続く長い直線区間に入る。次の西吉井駅は上信電鉄が開発する住宅地の最寄り駅として開業した駅であり、駅周辺は新興住宅街になっている。西吉井を出ると甘楽町に入り、天引川を渡って新屋信号所を過ぎると上州新屋駅、次いで上州福島駅に到着する。上州福島駅は、高崎 - 下仁田間のほぼ中間に位置し、駅周辺にはマンナンライフの工場などが立地する。
上州福島を出ると沿線第2の都市である富岡市に入る。鏑川を渡り、丘陵地帯に入って切通しを抜けると東富岡駅に到着する。ここからは再び住宅地の中を走り、まもなく富岡市の中心駅であり、同時に世界遺産富岡製糸場の最寄り駅でもある上州富岡駅に到着する。同駅を始終着とする列車も数本設定されているほか、かつては上信電鉄の乗合バス部門の中心地でもあり、鉄道に沿って高崎・前橋・下仁田方面や直角に松井田・磯部・安中方面を結ぶ路線網が築かれていた。上州富岡を出ると、西富岡、敷地内に旧七日市藩の藩邸の一部が保存されていることで知られる富岡高校の最寄り駅である上州七日市駅を通り、国道254号の踏切を越えて鏑川が右に迫ってくると川に沿って左にカーブし、その名の通り上野一宮である一之宮貫前神社の最寄り駅上州一ノ宮駅に到着する。同駅の駅舎にはかつてバスの営業所も同居していた。
上州一ノ宮を出ると田畑と住宅の混在する区間を鏑川の北岸に沿って走り、右に大きくカーブした後再び国道254号と踏切で交差して、まもなく神農原駅に到着する。神農原を出ると再び線路は一直線となり、上信越自動車道とアンダークロスした後、右に大きくカーブして珍駅名で知られる南蛇井駅に到着する。南蛇井を出て、千平駅を過ぎると下仁田町に入る。ここからは今までと風景が一変し、不通渓谷の急峻な山肌と鏑川に挟まれた僅かなスペースを縫うようにして走る。途中ナローゲージ時代の旧橋梁を右手に望む鬼ヶ沢橋梁を渡り、やや開けたところに赤津信号所がある。赤津信号所を過ぎてもしばらく山岳区間は続き、ナローゲージ時代のトンネルの遺構が右手に見えてくるとS字型のカーブに入り、そこを抜けるとまもなく上信線唯一のトンネルである白山トンネル（延長40メートル）に入る。トンネルを抜けると国道254号が左手に迫ってきてしばらく並走した後下仁田の市街に入り、まもなく終点の下仁田駅に到着する。駅前はかつては中込方面へのバスターミナルとして賑わったが、2019年現在は町内各所や南牧村方面へ向かうバスやタクシーが発着する。

## 運行形態
1996年のダイヤ改正までは一部の駅を通過する優等列車も運転されていたが、2024年現在は全列車がワンマン運転の普通（各駅停車）である。朝夕のラッシュ時には一時間に2-3本、昼と夜遅くを除いた時間帯には概ね1時間に2本の列車が運行されている。高崎 - 下仁田間の通し運転のほか、3往復（うち1往復は土休日運休）の区間列車が高崎 - 上州富岡間で設定されている。2019年現在の高崎-下仁田間の所要時間は概ね1時間前後だが、後述のように利用者増加策として路線全体のスピードアップを行っていた1980年代には同区間を急行が36分（1981年）、準急・快速が44分（1983年）で結んでいたほか、各駅停車でも50分前後で走破していた。
近年は運転時分に余裕を持ったダイヤ編成が行われていることから、平常ダイヤ時の実質的な最高速度は西山名駅 - 馬庭駅間、上州一ノ宮駅 - 南蛇井駅間などで80 km/h程度である。後述の近代化事業実施前よりも停車駅および列車本数増加のため列車交換の時間は増加しているものの、車両性能が向上しているため全区間の所要時間は近代化事業実施前の各駅停車とほとんど変わっていない。
1924年の電化開業時にドイツのシーメンス社から購入したデキ1形電気機関車が現在も不定期に工事列車や電車を牽引してイベント時等の臨時列車として走る。ほかにも利用客を増やすために様々な試みがなされており、カラオケ列車、お座敷列車、宴会列車といった企画列車の運行や、電車・デキ1形電気機関車を用途自由で貸切運行することが出来るサービスなどがある。また、時間帯は限られるが平日、休日ともに自転車が持ち込める列車（サイクルトレイン）が運行されている。

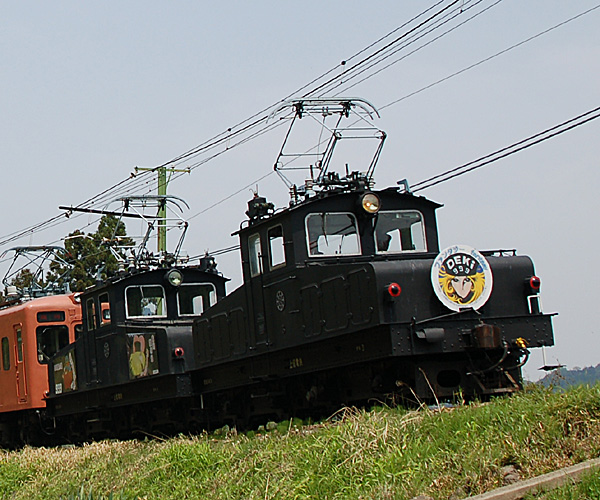
イベント列車で走るデキ1形電気機関車（2006年）

かつて1950年から1969年まで日本国有鉄道（国鉄）高崎線から春・秋のハイキングシーズンの日曜祝日に上野 - 下仁田間を結ぶ臨時列車（1961年以降は「あらふね」の愛称が設定されると同時に国鉄80系電車によって電車化）の乗り入れがあったほか、1984年に国鉄12系客車のジョイフルトレイン「くつろぎ」が6両編成で、1992年秋に東日本旅客鉄道（JR東日本）の「やすらぎ」（後のわたらせ渓谷鐵道「サロン・ド・わたらせ」わ01形）3両と最後尾に原型・原色の12系客車1両を連結した4両編成が入線したことがあり、デキ1形が重連でこれらを牽引した。

### 近代化事業
地方私鉄の中でも本路線は沿線人口に恵まれ、昭和30年代までは安定した経営状態を維持していたが、年間旅客輸送人員は昭和41年度（1966年度）の816万5千人をピークに減少に転じ、昭和48年度（1973年度）には営業損失が1億5000万円を超えて、遂に昭和49年度（1974年度）からは地方鉄道軌道整備法に基づく助成金を受けるまでになった。しかし、この状態は群馬県としても西毛地区発展の観点から当然好ましいことではなく、早急に対策を講じることが求められたため、列車の増発とスピードアップによる利便性向上によって需要の掘り起こしを行うことになり、総事業費約12億円（当時）のうち半額程度を県が補助する形で、昭和55年度（1980年度）から56年度（1981年度）の2か年に渡って、車両および施設の更新や新設、線形の改良といった大規模な近代化事業が実施された。 具体的な事業内容を以下に示す。
- 新造車4両（250形・6000形）、中古車6両（100形）を導入して在来車両を置き換え。
- 上州富岡駅にホームを増設して2面3線化。その他一部駅についてもホーム上屋の新設やホームの舗装を行う。
- 新屋信号所・赤津信号所の設置。既存の佐野信号所についても一線スルー化を行い、列車交換を行わない場合は上下列車とも直線側を通過出来るように改良。
- 入野（現：西山名）- 馬庭・上州福島 - 上州富岡・神農原 - 南蛇井間等の曲線や根小屋 - 山名・上州新屋 - 上州福島間等の勾配の緩和。
- 37kgレールを40㎏Nレールに交換した他、レール間の継ぎ目を溶接して50メートル化する。木製枕木をPC枕木に交換。
- 第4種踏切を警報機付きに改良。
- 山名変電所・南蛇井変電所の遠隔制御化。福島変電所の機器交換。

これらの改良を行った結果、1981年（昭和56年）11月25日のダイヤ改正においては従来運転されていた快速に加え、新たな優等種別として、1960年代に運転されていた「妙義」号以来となる急行と初の運転となる準急が設定された。これによって、高崎-下仁田間の所要時間は、最速で改正前の快速による48分から急行による36分に大幅に短縮されたほか、各停でも改正前には56分-67分かかっていたものが50分前後となり、概ね10分程度の時間短縮となった。上りの準急列車は通過駅の利用客に配慮して、いずれも上州富岡駅において後を追う形で設定された同駅始発の各駅停車に接続を行った。列車本数は改正前の上下28往復（うち高崎-下仁田間25往復）から上下33往復（うち高崎-下仁田間30往復）へと上下10本の増発がおこなわれた。
さらに、1982年（昭和57年）からは富岡市内にあるお茶の販売店と提携して、毎週日曜日運転分の急行列車において、車内サービスとして、緑茶とコーヒーの提供を行う等の試験的な試みもなされた。
しかし、乗客の減少を食い止めることは出来ず、1984年（昭和59年）の赤津信号所における正面衝突事故をきっかけに、全線でATSを導入した以降は、所要時間短縮による利便性向上よりも、1990年（平成2年）の東富岡駅を始めとして、2002年（平成14年）の高崎商科大学前駅、2014年（平成24年）の佐野のわたし駅といった新駅の開業および停車駅の増加による利便性向上によって、需要を喚起する方針へと転換している。

### かつての優等列車
- 1962年10月20日改正当時
  - 急行（愛称：妙義）　1往復
  - 快速（愛称：くろたき、かぶら）　下り2本、上り1本の1.5往復
  - このほかに上野－高崎－下仁田間を直通する季節臨時列車「あらふね」が1往復設定されていた。
- 1976年11月1日改正当時
  - 快速（下仁田、南蛇井、上州一ノ宮、上州富岡、上州福島、吉井、馬庭、山名、高崎に停車）下りは午後、上りは午前の1往復
  - 上記に加え、平日朝に吉井発高崎行きの快速列車が1本設定されていた。
- 1981年11月25日改正当時
  - 急行（高崎、上州富岡、下仁田に停車）1往復
  - 快速（下仁田、南蛇井、上州一ノ宮、上州富岡、上州福島、吉井、馬庭、山名、高崎に停車）下り2本、上り3本の2.5往復
  - 準急（下仁田 - 上州富岡間の各駅、吉井、高崎に停車）下り1本、上り2本の1.5往復
- 1984年2月1日改正当時
  - 急行（高崎、吉井、上州富岡、下仁田に停車）下りは15時台、上りは10時台の1往復
  - 快速（下仁田、南蛇井、上州一ノ宮、上州富岡、上州福島、吉井、馬庭、山名、高崎に停車）平日朝の上りのみ
  - 準急（下仁田 - 上州富岡間の各駅、吉井、山名、高崎に停車）昼前後の上り2本のみ
- 1985年4月1日改正当時
  - 急行の運転中止、快速の準急化（毎日運転）
  - 準急（下仁田 - 上州福島間の各駅、吉井、馬庭、山名、高崎に停車）朝の上りのみ
- 1986年12月20日改正当時
  - 急行（高崎、山名、吉井、上州富岡、下仁田に停車）下りは14時台、上りは9時台の1往復
  - 準急は1985年改正と変更なし

### 貨物輸送
かつては農業用肥料・セメント・石灰といった製品を対象にした貨物営業も行っており、上州富岡駅・下仁田駅といった主要駅のほか、一時期は馬庭駅や吉井駅にも列車の設定があった。また、1960年（昭和35年）には南高崎駅に秩父セメントのセメント倉庫が開設されて、当路線の貨物輸送は最盛期を迎えた。
1975年（昭和50年）には、1日あたり高崎から吉井・富岡・下仁田方面の列車が1往復のほかに、南高崎発着の不定期列車が約13往復設定され、1983年（昭和58年）時点では高崎-下仁田間の列車が1往復、高崎-南高崎間の列車が6往復設定されていた。
1994年（平成6年）9月に南高崎駅のセメント倉庫が閉鎖され、当路線の貨物営業も同9月30日をもって廃止された。廃止時点では下仁田から中和用石灰を搬出するために、デキ1形とJR貨物所有のトキ25000形を使用した列車が設定されており、廃止前年度である1993年度（平成5年度）の貨物収入は3148万円であった。

## 歴史
沿線は、元々江戸時代より中山道のバイパス（下仁田道）として交通が盛んな地域であった。1871年（明治4年）の官営富岡製糸場開設に伴って近代交通導入への機運が高まり、1873年（明治6年）に乗合馬車が本庄 - 富岡間で開業した。しかし、この馬車は営業の不振から一度廃業し、後に新町 - 富岡間に路線変更して再開したものの、こちらも程なくして廃業の憂き目を見ている。1881年（明治14年）には木道馬車の計画が行われたが、これは遂に完成しなかった。
1884年（明治17年）、日本鉄道の高崎線開通により再び交通の改革へ着手しようとの動きが始まり、1895年（明治28年）に有志によって妙義・荒船両山系の地域交通の便益を図り、同時に小坂鉄山・青倉石灰山等の産出物の搬出を目的とした「上野（こうずけ）鉄道株式会社」が設立され、同年に高崎から富岡を経て下仁田に至る路線の免状を得た。1897年（明治30年）に高崎 - 下仁田間33.7 km全線が開業した後は、客貨混合列車が全線を2時間半かけて走破した。
その後は順調に収益を伸ばし、全線の所要時間も1922年（大正11年）には2時間10分-20分まで短縮したが、軽便鉄道規格では時代の進展に対応できず、全線の軌間1067 mmへの改軌と直流1500 Vによる電化が行われる事になった。また、時を前後して千曲川に沿って長野県の中込に延伸する計画も得て、1921年（大正10年）に社名を「上信電気鉄道」に改名した。電化に際しては当初自給電力の供給を目論んで、1922年に東京電燈より、同社室田発電所の土地建物を譲り受けている。また、改軌に際しては第1期線である高崎 - 上州富岡間を既設レールの外側に1線を敷設する3線式、続く第2期線上州富岡 - 下仁田間では、第1期線の使用後発生したレールを再利用して、既設レールの内外に1線ずつを敷設する4線式として、列車の運行に支障が無いように考慮している。
改軌と電化により、蒸気機関車が客車と貨車を引く混合列車から、旅客列車は電車に、貨物列車は電気機関車牽引へと置き換えられ、特に旅客列車による全線の所要時間は1時間前後へと大幅に短縮された。室田発電所からの自給電力の供給は事故等への配慮から中止となり、東京電燈に発電所からの電力を供給する代わりに、自社の福島変電所に受電する方式となった。
1964年（昭和39年）、社名を「上信電鉄」へと再び改名した。

### 年表
- 1894年（明治27年）9月13日 上野鉄道（こうずけてつどう、発起人小沢武雄）に対し仮免状下付（高崎-下仁田間）[18]。
- 1895年（明治28年）12月27日 免許状下付[19]。
- 1897年（明治30年）
  - 5月10日 上野鉄道 高崎 - 福島（現：上州福島）間が開業[20]（762 mm軌間・蒸気動力）。
  - 7月7日 福島 - 南蛇井間が開業[21]。
  - 9月10日 南蛇井 - 下仁田間が開業[22]。
- 1907年（明治40年）8月17日 高崎発の列車が、洪水により橋脚が傾いた烏川鉄橋に進入したため川中に転落（機関車、緩急車1、客車1）し即死1名、軽重傷8名を出す[23]。
- 1911年（明治44年）
  - 2月16日 軽便鉄道指定[24]。
  - 8月18日 千平駅開業。
- 1912年（明治45年）4月25日 七日市駅開業。
- 1915年（大正4年）7月31日 新屋駅開業。
- 1921年（大正10年）
  - 8月25日 社名を上信電気鉄道に改称（改称届出は9月7日[25]）。
  - 12月17日 新屋駅を上州新屋駅に、福島駅を上州福島駅に、富岡駅を上州富岡駅に、七日市駅を上州七日市駅に、一ノ宮駅を上州一ノ宮駅に改称。
- 1924年（大正13年）
  - 10月3日 高崎 - 上州富岡間を1067 mmに改軌・電化。
  - 12月25日 上州富岡 - 下仁田間を1067 mmに改軌・電化。
- 1926年（大正15年）6月1日 根小屋駅開業。
- 1927年（昭和2年）3月16日 鉄道免許状下付（北甘楽郡下仁田町-同郡磐戸村間、同郡青倉村-同郡磐戸村間）[26]。
- 1930年（昭和5年）6月15日 水泳場前駅開業。
- 1935年（昭和10年）
  - 5月10日 水泳場前 - 馬庭間に小暮駅、上州一ノ宮 - 神農原間に西一ノ宮駅開業。
  - 9月9日 下和田駅開業。
- 1937年（昭和12年）
  - 10月15日 病院前駅開業。
  - 12月1日 免許失効（北甘楽郡下仁田町-同郡磐戸村間、同郡青倉村-同郡磐戸村間 指定ノ期限マテニ工事施工ノ認可申請セサルタメ）[27]。
- 1938年（昭和13年）12月27日 水泳場前駅を入野駅に改称。
- 1941年-1945年 小暮駅廃止。
- 1949年（昭和24年）11月 閉塞方式を票券閉塞から通票閉塞に変更。
- 1950年（昭和25年）5月 春・秋の日曜祝日に上野－高崎－下仁田に国鉄からの臨時列車を運転開始。
- 1951年（昭和26年）9月1日 病院前駅、西一ノ宮駅休止。
- 1953年（昭和28年）1月15日 下和田駅を南高崎駅に改称。病院前駅を西富岡駅として営業再開。
- 1960年（昭和35年）5月9日 西一ノ宮駅廃止。
- 1964年（昭和39年）5月11日 社名を上信電鉄に改称。
- 1969年（昭和44年）9月 国鉄臨時直通列車「あらふね」廃止。
- 1971年（昭和46年）12月15日 西吉井駅開業。
- 1973年（昭和48年）12月28日 自動閉塞と自動信号を導入。佐野信号所開設。
- 1981年（昭和56年）
  - 11月12日 新屋信号所、赤津信号所開設。
  - 11月25日 ダイヤ改正を実施。従来の快速に加え急行および準急の運転開始。
- 1984年（昭和59年）12月21日 千平 - 下仁田間の赤津信号所付近で下り列車運転士の居眠り運転による正面衝突事故が発生、上り列車の運転士が死亡、125人重軽傷。
- 1985年（昭和60年）
  - 4月1日 急行の運転中止、快速を準急に置き換え。
  - 12月25日 自動列車停止装置(ATS)を導入。
- 1986年（昭和61年）12月20日 入野駅を西山名駅に改称。
- 1990年（平成2年）4月1日 東富岡駅開業。
- 1992年（平成4年）7月15日 急行廃止[28]。
- 1994年（平成6年）10月1日 貨物営業廃止。
- 1996年（平成8年）10月1日 準急廃止。ワンマン運転開始。
- 1998年（平成10年）10月2日 落石のため、南蛇井 - 下仁田間が不通に[29]。
- 1999年（平成11年）1月30日 南蛇井 - 下仁田間が復旧[29]。
- 2001年（平成13年）
  - 9月10日 上州福島 - 東富岡間の鏑川橋梁の橋脚が台風15号の影響で破損し全線不通に[30]。
  - 9月13日 高崎 - 上州福島間が復旧。
  - 9月17日 上州富岡 - 下仁田間が復旧[31]。
  - 11月4日 全線仮復旧（ただし、橋梁区間では徐行運転）[32][30]。
- 2002年（平成14年）3月17日 高崎商科大学前駅開業[33][30]。
- 2004年（平成16年）10月16日 ダイヤ改正により3両運転を廃止し、全列車2両ワンマン化[34]。
- 2005年（平成17年）7月3日 高崎駅の改札口分離により、JR東日本との連絡運輸廃止。
- 2007年（平成19年）
  - 3月12日 下仁田 - 赤津信号所間で、電気機関車が脱線[35]。
  - 9月7日 台風9号の影響による土砂流入・道床流出で南蛇井 - 下仁田間が不通に。10月23日復旧。
- 2014年（平成26年）12月22日 佐野のわたし駅開業[36][37][38][39]。

## 利用状況

### 輸送実績
上信線の輸送実績を下表に記す。輸送量が増加した時期もあったが、最近では一貫して減少している。
表中、最高値を赤色で、最高値を記録した年度以降の最低値を青色で、最高値を記録した年度以前の最低値を緑色で表記している。
| 年度別輸送実績     | 年度別輸送実績             | 年度別輸送実績             | 年度別輸送実績             | 年度別輸送実績             | 年度別輸送実績 | 年度別輸送実績 | 年度別輸送実績                             |
| 年 度              | 輸送実績（乗車人員）：万人 | 輸送実績（乗車人員）：万人 | 輸送実績（乗車人員）：万人 | 輸送実績（乗車人員）：万人 | 輸送密度 人/日 | 貨物輸送量 万t | 特 記 事 項                                |
| ------------------ | -------------------------- | -------------------------- | -------------------------- | -------------------------- | -------------- | -------------- | ------------------------------------------ |
| 年 度              | 通勤定期                   | 通学定期                   | 定 期 外                   | 合 計                      | 輸送密度 人/日 | 貨物輸送量 万t | 特 記 事 項                                |
| 1966年（昭和41年） |                            |                            |                            | 816.5                      |                |                | 旅客輸送実績最高値を記録                   |
| 1975年（昭和50年） | 193.8                      | 231.0                      | 222.7                      | 647.5                      | 6,493          | 21.0           |                                            |
| 1976年（昭和51年） | 178.6                      | 232.3                      | 204.3                      | 615.2                      | 5,977          | 20.9           |                                            |
| 1977年（昭和52年） | 168.5                      | 215.4                      | 207.1                      | 591.0                      | 5,761          | 23.5           |                                            |
| 1978年（昭和53年） | 160.3                      | 204.7                      | 193.7                      | 558.7                      | 5,445          | 25.5           |                                            |
| 1979年（昭和54年） | 146.2                      | 199.6                      | 196.0                      | 541.9                      | 5,401          | 25.2           |                                            |
| 1980年（昭和55年） | 144.1                      | 198.5                      | 189.1                      | 531.8                      | 5,226          | 22.2           |                                            |
| 1981年（昭和56年） | 135.8                      | 184.2                      | 177.3                      | 497.2                      | 4,884          | 22.7           |                                            |
| 1982年（昭和57年） | 135.0                      | 177.7                      | 183.5                      | 496.2                      | 4,891          | 20.0           |                                            |
| 1983年（昭和58年） | 128.5                      | 185.8                      | 175.6                      | 489.9                      | 4,825          | 20.1           |                                            |
| 1984年（昭和59年） | 119.3                      | 186.1                      | 169.9                      | 475.3                      | 4,671          | 19.7           |                                            |
| 1985年（昭和60年） | 109.9                      | 193.5                      | 165.4                      | 468.8                      | 4,650          | 17.4           |                                            |
| 1986年（昭和61年） | 97.5                       | 194.1                      | 157.2                      | 448.8                      | 4,473          | 13.8           |                                            |
| 1987年（昭和62年） | 83.4                       | 189.4                      | 146.7                      | 419.5                      | 4,233          | 14.6           |                                            |
| 1988年（昭和63年） | 78.8                       | 210.8                      | 142.8                      | 432.4                      | 4,429          | 11.4           |                                            |
| 1989年（平成元年） | 73.6                       | 216.7                      | 144.5                      | 434.8                      | 4,520          | 15.8           |                                            |
| 1990年（平成2年）  | 76.0                       | 219.3                      | 147.7                      | 443.0                      | 4,627          | 16.9           | 東富岡駅開業                               |
| 1991年（平成3年）  | 74.7                       | 223.7                      | 151.3                      | 449.7                      | 4,661          | 15.1           |                                            |
| 1992年（平成4年）  | 70.7                       | 225.0                      | 147.8                      | 443.5                      | 4,685          | 12.2           |                                            |
| 1993年（平成5年）  | 67.2                       | 223.2                      | 141.0                      | 431.4                      | 4,592          | 10.8           |                                            |
| 1994年（平成6年）  | 66.8                       | 216.1                      | 125.9                      | 408.8                      | 4,445          | 4.9            | 貨物営業廃止                               |
| 1995年（平成7年）  | 62.9                       | 198.8                      | 118.5                      | 380.2                      | 4,125          | 0.0            |                                            |
| 1996年（平成8年）  | 62.3                       | 183.2                      | 113.4                      | 358.9                      | 3,909          | 0.0            | ワンマン運転開始                           |
| 1997年（平成9年）  | 59.8                       | 166.0                      | 106.2                      | 332.0                      | 3,620          | 0.0            |                                            |
| 1998年（平成10年） | 56.9                       | 157.8                      | 94.6                       | 309.3                      | 3,413          | 0.0            |                                            |
| 1999年（平成11年） | 54.6                       | 152.2                      | 89.3                       | 296.1                      | 3,278          | 0.0            |                                            |
| 2000年（平成12年） | 50.3                       | 149.7                      | 88.0                       | 288.0                      | 3,249          | 0.0            |                                            |
| 2001年（平成13年） | 45.3                       | 144.6                      | 78.9                       | 268.8                      | 3,010          | 0.0            | 高崎商科大学前駅開業                       |
| 2002年（平成14年） | 39.0                       | 141.9                      | 76.4                       | 257.3                      | 2,920          | 0.0            |                                            |
| 2003年（平成15年） | 36.9                       | 134.8                      | 72.0                       | 243.7                      | 2,747          | 0.0            |                                            |
| 2004年（平成16年） | 36.6                       | 126.9                      | 69.2                       | 232.7                      | 2,625          | 0.0            |                                            |
| 2005年（平成17年） | 37.6                       | 122.8                      | 70.7                       | 231.1                      | 2,591          | 0.0            | 高崎駅改札口分離・JR連絡運輸廃止           |
| 2006年（平成18年） | 36.5                       | 117.1                      | 69.1                       | 222.7                      | 2,453          | 0.0            |                                            |
| 2007年（平成19年） |                            |                            | 68.9                       | 220.4                      |                | 0.0            |                                            |
| 2008年（平成20年） |                            |                            | 68.9                       | 226.0                      |                | 0.0            |                                            |
| 2009年（平成21年） | 38.1                       | 118.4                      | 64.4                       | 220.9                      | 2,439          | 0.0            |                                            |
| 2010年（平成22年） |                            |                            | 59.8                       | 220.6                      |                | 0.0            |                                            |
| 2011年（平成23年） |                            |                            | 57.7                       | 215.8                      |                | 0.0            |                                            |
| 2012年（平成24年） | 40.9                       | 126.8                      | 57.6                       | 225.3                      | 2,586          | 0.0            |                                            |
| 2013年（平成25年） | 40.1                       | 123.2                      | 59.0                       | 222.4                      | 2,532          | 0.0            |                                            |
| 2014年（平成26年） | 41.9                       | 124.6                      | 70.0                       | 236.5                      | 2,745          | 0.0            | 「富岡製糸場と絹産業遺産群」が世界遺産登録 |
| 2015年（平成27年） | 40.7                       | 120.3                      | 68.0                       | 229.0                      | 2,583          | 0.0            |                                            |
| 2016年（平成28年） | 40.2                       | 115.9                      | 65.7                       | 221.8                      | 2,456          | 0.0            |                                            |
| 2017年（平成29年） | 42.7                       | 111.4                      | 66.4                       | 220.5                      | 2,415          | 0.0            |                                            |
| 2018年（平成30年） | 46.6                       | 109.2                      | 66.5                       | 222.3                      | 2,422          | 0.0            |                                            |
| 2019年（令和元年） | 49.7                       | 107.2                      | 64.3                       | 221.2                      | 2,377          | 0.0            |                                            |
| 2020年（令和2年）  | 44.0                       | 71.9                       | 36.9                       | 152.8                      | 1,679          | 0.0            |                                            |

鉄道統計年報（国土交通省鉄道局監修）より抜粋

### 営業成績
上信線の営業成績を下表に記す。営業収益が増加した時期もあったが、最近では一貫して減少している。
表中、最高値を赤色で、最高値を記録した年度以降の最低値を青色で、最高値を記録した年度以前の最低値を緑色で表記している。
| 年度別営業成績      | 年度別営業成績     | 年度別営業成績     | 年度別営業成績     | 年度別営業成績     | 年度別営業成績     | 年度別営業成績     | 年度別営業成績 | 年度別営業成績 | 年度別営業成績 | 年度別営業成績 | 年度別営業成績 |
| 年 度               | 旅客運賃収入：千円 | 旅客運賃収入：千円 | 旅客運賃収入：千円 | 旅客運賃収入：千円 | 旅客運賃収入：千円 | 貨物運輸 収入 千円 | 運輸雑収 千円  | 営業収益 千円  | 営業経費 千円  | 営業損益 千円  | 営業 係数      |
| ------------------- | ------------------ | ------------------ | ------------------ | ------------------ | ------------------ | ------------------ | -------------- | -------------- | -------------- | -------------- | -------------- |
| 年 度               | 通勤定期           | 通学定期           | 定 期 外           | 手小荷物           | 合 計              | 貨物運輸 収入 千円 | 運輸雑収 千円  | 営業収益 千円  | 営業経費 千円  | 営業損益 千円  | 営業 係数      |
| 1975年 （昭和50年） | 291,959            | ←←←←               | 378,928            | 8,203              | 679,090            | 28,955             | 11,099         | 719,144        |                |                |                |
| 1976年 （昭和51年） | 379,308            | ←←←←               | 471,581            | 10,925             | 861,814            | 36,189             | 33,419         | 931,422        |                |                |                |
| 1977年 （昭和52年） | 377,823            | ←←←←               | 472,961            | 10,393             | 861,178            | 48,535             | 19,347         | 929,062        |                |                |                |
| 1978年 （昭和53年） | 410,553            | ←←←←               | 510,423            | 8,866              | 920,977            | 53,984             | 74,607         | 1,058,436      |                |                |                |
| 1979年 （昭和54年） | 413,286            | ←←←←               | 525,548            | 7,000              | 945,835            | 59,497             | 43,678         | 1,049,010      |                |                |                |
| 1980年 （昭和55年） | 419,821            | ←←←←               | 533,533            | 5,823              | 959,177            | 62,550             | 41,445         | 1,063,173      |                |                |                |
| 1981年 （昭和56年） | 447,712            | ←←←←               | 557,673            | 5,143              | 1,010,528          | 67,124             | 44,030         | 1,121,682      |                |                |                |
| 1982年 （昭和57年） | 438,542            | ←←←←               | 573,174            | 4,041              | 1,015,758          | 58,833             | 53,700         | 1,128,290      |                |                |                |
| 1983年 （昭和58年） | 442,425            | ←←←←               | 569,560            | 3,315              | 1,015,300          | 54,886             | 95,778         | 1,165,963      |                |                |                |
| 1984年 （昭和59年） | 464,522            | ←←←←               | 586,470            | 2,352              | 1,053,344          | 54,766             | 44,534         | 1,152,645      |                |                |                |
| 1985年 （昭和60年） | 458,072            | ←←←←               | 573,074            | 2,068              | 1,033,214          | 50,355             | 53,660         | 1,137,229      |                |                |                |
| 1986年 （昭和61年） | 441,227            | ←←←←               | 567,619            | 1,174              | 1,010,020          | 39,363             | 34,732         | 1,084,115      |                |                |                |
| 1987年 （昭和62年） | 186,143            | 258,341            | 564,852            | 0                  | 1,009,336          | 40,463             | 33,380         | 1,083,179      |                |                |                |
| 1988年 （昭和63年） | 178,736            | 285,646            | 555,386            | 0                  | 1,019,768          | 31,824             | 38,637         | 1,090,229      |                |                |                |
| 1989年 （平成元年） | 166,005            | 295,132            | 561,923            | 0                  | 1,023,060          | 43,276             | 57,799         | 1,124,135      |                |                |                |
| 1990年 （平成2年）  | 168,420            | 304,436            | 570,561            | 0                  | 1,043,417          | 45,440             | 42,471         | 1,131,328      |                |                |                |
| 1991年 （平成3年）  | 171,464            | 309,098            | 587,590            | 0                  | 1,068,152          | 41,969             | 33,722         | 1,143,843      |                |                |                |
| 1992年 （平成4年）  | 164,113            | 317,640            | 574,697            | 0                  | 1,056,450          | 35,131             | 37,899         | 1,129,480      |                |                |                |
| 1993年 （平成5年）  | 157,645            | 324,033            | 557,142            | 0                  | 1,038,820          | 31,485             | 47,633         | 1,117,938      |                |                |                |
| 1994年 （平成6年）  | 167,133            | 342,551            | 542,190            | 0                  | 1,051,874          | 14,747             | 47,384         | 1,114,005      |                |                |                |
| 1995年 （平成7年）  | 157,992            | 314,690            | 510,948            | 0                  | 983,630            | 0                  | 37,400         | 1,021,030      |                |                |                |
| 1996年 （平成8年）  | 157,842            | 290,413            | 489,759            | 0                  | 938,014            | 0                  | 40,576         | 978,590        |                |                |                |
| 1997年 （平成9年）  | 152,063            | 261,670            | 458,719            | 0                  | 872,452            | 0                  | 46,314         | 918,766        |                |                |                |
| 1998年 （平成10年） | 156,206            | 271,293            | 434,711            | 0                  | 862,210            | 0                  | 31,417         | 893,627        |                |                |                |
| 1999年 （平成11年） | 156,027            | 271,145            | 419,892            | 0                  | 847,064            | 0                  | 31,598         | 878,662        |                |                |                |
| 2000年 （平成12年） | 143,570            | 269,627            | 413,123            | 0                  | 826,320            | 0                  | 24,988         | 851,308        |                |                |                |
| 2001年 （平成13年） | 130,874            | 261,000            | 370,401            | 0                  | 762,275            | 0                  | 27,153         | 789,428        |                |                |                |
| 2002年 （平成14年） | 112,364            | 256,701            | 357,831            | 0                  | 726,896            | 0                  | 26,965         | 753,861        |                |                |                |
| 2003年 （平成15年） | 105,429            | 242,386            | 337,012            | 0                  | 684,827            | 0                  | 26,739         | 711,566        |                |                |                |
| 2004年 （平成16年） | 104,093            | 226,670            | 323,232            | 0                  | 653,995            | 0                  | 27,749         | 681,744        |                |                |                |
| 2005年 （平成17年） | 107,632            | 218,714            | 328,222            | 0                  | 654,568            | 0                  | 30,831         | 685,399        |                |                |                |
| 2006年 （平成18年） | 104,239            | 204,260            | 320,146            | 0                  | 628,645            | 0                  | 26,585         | 655,230        | 680,118        | △24,888        | 101.5          |
| 2007年 （平成19年） |                    |                    |                    |                    |                    |                    |                |                |                |                |                |
| 2008年 （平成20年） |                    |                    |                    |                    |                    |                    |                |                |                |                |                |
| 2009年 （平成21年） |                    |                    |                    |                    |                    |                    |                |                |                |                |                |
| 2010年 （平成22年） |                    |                    |                    |                    |                    |                    |                |                |                |                |                |
| 2011年 （平成23年） |                    |                    |                    |                    |                    |                    |                |                |                |                |                |
| 2012年 （平成24年） | 120,210            | 222,877            | 284,330            | 0                  | 627,417            | 0                  |                | 650,194        |                | △55,668        |                |
| 2013年 （平成25年） | 117,327            | 215,109            | 295,070            | 0                  | 627,506            | 0                  |                | 653,758        |                | △50,681        |                |
| 2014年 （平成26年） | 121,194            | 216,491            | 382,062            | 0                  | 719,747            | 0                  |                | 742,944        |                | △21,080        |                |
| 2015年 （平成27年） | 9,383              | 11,340             | 30,106             | 0                  | 50,829             | 0                  |                | 700,343        |                | △80,068        |                |
| 2016年 （平成28年） | 112,882            | 198,776            | 321,438            | 0                  | 633,096            | 0                  |                | 659,517        |                | △68,755        |                |
| 2017年 （平成29年） | 120,907            | 189,605            | 318,209            | 0                  | 628,721            | 0                  |                | 657,666        |                | △52,621        |                |
| 2018年 （平成30年） | 130,942            | 185,717            | 316,322            | 0                  | 632,981            | 0                  |                | 658,680        |                | △89,413        |                |
| 2019年 （令和元年） | 137,406            | 181,095            | 305,453            | 0                  | 623,954            | 0                  |                | 648,095        |                | △88,703        |                |
| 2020年 （令和2年）  | 121,969            | 130,748            | 163,975            | 0                  | 416,692            | 0                  |                | 440,467        |                | △308,900       |                |

鉄道統計年報（国土交通省鉄道局監修）より抜粋

## 駅一覧
- 全駅群馬県に所在。
- 全列車普通列車。全線でワンマン運転実施。
- *印の駅は無人駅
- 線路（全線単線） … ◇・∧：列車交換可、｜：列車交換不可

| 駅名              | 駅間キロ | 営業キロ | 接続路線 | 線路 | 所在地          |
| ----------------- | -------- | -------- | --- | ---- | --------------- |
| 高崎駅            | -        | 0.0      | 東日本旅客鉄道：上越新幹線・北陸新幹線（長野経由） 高崎線（湘南新宿ライン・上野東京ラインおよび八高線直通含む）・上越線（両毛線・吾妻線直通含む）・信越本線 | ｜   | 高崎市          |
| 南高崎駅*         | 0.9      | 0.9      | | ｜   | 高崎市          |
| 佐野信号所        | -        | -        | | ◇    | 高崎市          |
| 佐野のわたし駅*   | 1.3      | 2.2      | | ｜   | 高崎市          |
| 根小屋駅          | 1.5      | 3.7      | | ｜   | 高崎市          |
| 高崎商科大学前駅* | 1.3      | 5.0      | | ｜   | 高崎市          |
| 山名駅            | 1.1      | 6.1      | | ◇    | 高崎市          |
| 西山名駅*         | 0.9      | 7.0      | | ｜   | 高崎市          |
| 馬庭駅            | 2.4      | 9.4      | | ◇    | 高崎市          |
| 吉井駅            | 2.3      | 11.7     | | ◇    | 高崎市          |
| 西吉井駅*         | 1.7      | 13.4     | | ｜   | 高崎市          |
| 新屋信号所        | -        | -        | | ◇    | 甘楽郡 甘楽町   |
| 上州新屋駅*       | 1.2      | 14.6     | | ｜   | 甘楽郡 甘楽町   |
| 上州福島駅        | 2.0      | 16.6     | | ◇    | 甘楽郡 甘楽町   |
| 東富岡駅          | 2.7      | 19.3     | | ｜   | 富岡市          |
| 上州富岡駅        | 0.9      | 20.2     | | ◇    | 富岡市          |
| 西富岡駅          | 0.8      | 21.0     | | ｜   | 富岡市          |
| 上州七日市駅      | 0.8      | 21.8     | | ｜   | 富岡市          |
| 上州一ノ宮駅      | 1.3      | 23.1     | | ◇    | 富岡市          |
| 神農原駅*         | 2.3      | 25.4     | | ｜   | 富岡市          |
| 南蛇井駅          | 2.8      | 28.2     | | ◇    | 富岡市          |
| 千平駅*           | 1.7      | 29.9     | | ｜   | 富岡市          |
| 赤津信号所        | -        | -        | | ◇    | 甘楽郡 下仁田町 |
| 下仁田駅          | 2.7      | 33.7     | | ∧    | 甘楽郡 下仁田町 |

- 有人駅と無人駅、時間帯限定の有人駅があり、無人駅では先頭車両の最前部ドアしか開かない。無人駅では運転士が運賃を収受する。
- 自動券売機は高崎、吉井、上州富岡、下仁田の各駅にのみに設置されている。高崎はバーコード式の軟券、他は磁気券を発売している。有人駅では硬券が多用されている。また、自動券売機が設置されている高崎駅にも窓口に当駅発の硬券が常備されている。

## 付記
- 吉井から南蛇井までの上信線は、平野部を国道254号とほぼ並行して走っているが、南蛇井を過ぎると国道254号からは離れ、終点下仁田まで急峻な山間部を走ることとなる。明治の開業当初、下仁田町の養蚕業者が当時の蒸気機関車の煤煙による養蚕への悪影響を懸念したため、あえて山間部を抜けるルートを選んだことによる。
- テレビ朝日系列で放送されていた『ウッチャンナンチャンの炎のチャレンジャーこれができたら100万円!!』で、「電車でゴトン終点まで行けたら100万円」という企画で、ずっと立ち続けているのが難しい“揺れる電車”として上信線が選ばれ放送された。この企画は電車内に円形の台を設置し、その台の上から落ちないで高崎駅を発車し、終点の下仁田駅までいられたら100万円を獲得出来るというものだった。発車時の衝撃で失格になってしまったチャレンジャーも多く、一番遠くまで行けたチャレンジャーでも千平駅前後までで、終点まで行って100万円を獲得した者はいなかった。なお、上信電鉄はこの企画で2度ほど登場し、2回目の放送では『芸能人大会』として芸能人らが上信電鉄の電車に乗り込んで100万円獲得に挑戦し、出川哲朗が最後まで残ったが、千平 - 下仁田間の急カーブの揺れに耐え切れず脱落した。
- 「キミト、ドコカヘ vol.1」（2006年・マーブルトロン発行中央公論新社発売 ISBN 4123901336）では藤井美菜をモデルに全線が撮影舞台の一つとして使われている。
- 2007年4月14日放送の『タモリ倶楽部』において、上信線の下仁田駅と上州福島駅が登場し、上州福島駅は「日本のすべての駅で降りたことがある男（横見浩彦）が最後に降りた駅」として紹介された。
- 漫画『鉄子の旅』では、旅の案内人横見浩彦が日本全駅下車した話（第32旅）と最終旅で描かれており、どちらも上信電鉄職員が登場している。
- 玉木宏出演のミネラルウォーター「ヴィッテル」のCMで下仁田駅が登場する。
- MBS・TBS・CBCにて放送のテレビアニメ『ペルソナ4』の第1話で主人公が降りた駅「八十稲羽駅」は下仁田駅がモデルになっている。